# Livia háza
Livia háza (olaszul Casa di Livia) a római Palatinuson álló műemlék, a legépebben maradtak egyike a dombon. Valószínűleg részét képezte annak az épületnek, melyben Livia és Augustus lakott. Cybele temploma közvetlen szomszédságában helyezkedik el, Augustus palotájától pedig közel 200 méternyire áll. 
Ma a ház megsüllyedt állapotban van, azaz a mai Palatinus szintje alatt helyezkedik el. Így udvarára lépcsősoron és folyosón lefelé vezet az út. 
Falain a freskók márványszerűen voltak megalkotva, ezeket ma is eredeti helyükön lehet megtekinteni, de leválasztva kissé a faltól (e technikának állagmegőrzési okai vannak). 
Az udvarról három szoba nyílik, melyek fogadószobák voltak. A középsőben az egyik freskó Hermészt ábrázolja, amint Ió mentésére siet. A bal oldali szoba fali képein állatfigurákat láthatunk, míg a jobb oldaliban tájképeket és városképeket. 
Az egész épület az uralkodó puritán ízlésére vall.

## Külső hivatkozások
- Olasz nyelvű leírás képekkel